# Tonzile
Tonzile, mandule ili krajnici su nakupine limfnog tkiva koje se nalaze ispod epitela u ustima i ždrijelu. Tonzile proizvodi limfocite i dio su imunološkog sustava, a uloga im je zaštita gornjeg dijela dišnog sustava od infekcija. 
Razlikujemo četiri skupine tonzila:
- nepčana tonzila - lat. tonsilla palatina
- ždrijelna tonzila - lat. tonsilla pharygea
- jezična tonzila - lat. tonsilla lingualis
- tubarna tonzila - lat. tonsilla tubaria

Tonzile čine Waldeyerov limfni prsten (lat. annulus lymphaticus Waldeyer). Veličina tonzila se povećava do puberteta, nakon čega postupno atrofiraju. 